# JoJo
Joanna Noëlle Levesque (* 20. prosince 1990 Brattleboro, Vermont) je americká zpěvačka, skladatelka písní, producentka a herečka, známa spíše pod pseudonymem JoJo. Od roku 2020 je také spoludržitelkou ceny Grammy se zpěvákem PJem Mortonem za nejlepší R&B píseň díky jejich písní Say So.
Do showbusinessu se dostala v roce 2004 s platinovým albem nesoucím její jméno, které se dostalo až na čtvrté místo amerického albového žebříčku. Cizí ji není ani herectví, zazářila ve třech amerických filmech (Aquamarine, RV a Opravdový příběh hollywoodské hvězdičky).
Její druhé albem nazvané The High Road vyšlo 17. října 2006. Třetí album Mad Love vyšlo 14. října 2016 a čtvrté album Good to Know vyšlo 1. května 2020.

## Život
JoJo se narodila ve Brattleboro ve Vermontu. Ačkoli je rodilá Američanka, má irské, polské a francouzské kořeny. Vyrůstala na předměstí Bostonu v rodině, která neměla moc velké příjmy.
Její otec Joel Levesque je bluesový zpěvák a matka Diana zpívala v katolickém sboru a pracovala jako domovnice. Její rodiče se rozvedli, když byly JoJo čtyři roky, v současné době žije její matka v New Jersey a její otec bydlí v New Hampshire.
Během raného dětství začala se svou matkou zpívat křesťanské chvalozpěvy. Už od dvou let doma imitovala svou matku před zrcadlem. Na A&Eově přehlídce dětských hvězd III proklamovala Diana svou dceru jako génia s vysokým IQ.
Více se projevila ale až v soutěži „Děti říkají proklaté věci“: Na cestě do Bostonu, tam se JoJo lidem předvedla jako Aretha Franklin a všem zazpívala její největší hit Respect. Host této soutěže Bill Cosby byl jejím výkonem nadšen a zanedlouho ji pozval do známé Oprah Winfrey Show, aby mu tam zazpívala.
JoJo žila v Edgewater v New Jersey se svou matkou až do věku 18 let, když se na rok přestěhovala sama do Bostonu. Nyní žije v Los Angeles.
JoJo chodila s americkým fotbalistou Freddym Aduou od května 2005 do září 2006. Pár se setkal na MTV show Fake ID Club, když tuto akci JoJo moderovala. JoJo odhalila na American Top 40 s Ryanem Seacrestem, že ona a Adu jsou stále dobrými přáteli.
V srpnu 2009 vystudovala střední školu. Byla přijata na Northeastern University, ale nezúčastnila se studia.
JoJo je také zastáncem různých charitativních organizací, jako např. Boys and Girls Club of America, World Vision, She's the First a Make A Wish Foundation.

## Hudební kariéra
JoJo začala používat svou přezdívku v mládí, když se objevila v další soutěži, tentokrát se jednalo o křesťanský festival aneb nejtalentovanější děti Ameriky. Tam si jí všiml producent Vincent Herbert a pozval ji do studia na zkoušku.
Během zkoušky o ní prohlásil, že je to nová Aaliyah, JoJo podepsala smlouvu a začala spolupracovat se známými producenty.

### 2004-2005: začátky kariéry a debutové album JoJo
Debutová píseň Leave (Get Out), která vyšla v roce 2004 se stala mezinárodním hitem. V americké hitparádě Billboard Hot 100 se dostala až na dvanácté místo, v Austrálii a Velké Británii se dostala dokonce na stupně vítězů, konkrétně na druhé místo.
Když se dostala na první místo hitparády Top 40 Mainstream, stala se historicky nejmladším umělcem, kterému se to povedlo, bylo ji pouhých 13 let. O pár měsíců později se stala také nejmladší nominovanou zpěvačkou v historii cen MTV.
Debutové album s názvem JoJo se dostalo v Americe až na číslo čtyři, kde se jej prodalo více než 1,5 milionu kusů. Další píseň z alba se jmenovala Baby, It's You, která se v americké hitparádě dostala na číslo dvacet dva, v Británii na osmičku.
Poslední vydaná píseň z alba Jojo se stala Not That Kinda Girl, která vyšla v roce 2005, moc dobře se jí ale nevedlo.
V roce 2004 se zúčastnila charitativní akce ve prospěch obětí ničivé tsunami. Zúčastnila se také jiné charitativní akce, tentokrát benefice Laury Bushové, manželky George Bushe, která bojuje proti rakovině.

### 2006: druhé album The High Road
Na druhém ročníků hledání dětských talentů, zazpívala JoJo premiérově píseň Anything, která byla první předzvěstí jejího dalšího alba. V létě 2006 už oficiálně vydala píseň, která se jmenovala Too Little Too Late, která se zapsala do historie americké hitparády Billboard Hot 100 jako největší skok, a to z čísla 63 rovnou na místo třetí. Tato píseň se stala zatím její nejúspěšnější.
Recenze na její nové album The High Road, které vyšlo 17. října, pak byly více než pozitivní. V jednom vydání častopisu Entertainment Weekly ji nazvali novou Mariah Carey.
Album v americkém albovém žebříčku debutovalo na čísle tři, s albem jí pomohly takové producentské veličiny jako Scott Storch nebo Corey Williams. Jako další píseň z alba vyšla rovnou dvoupíseň, a to songy How Touch to a Girl a Anything.

### 2007-2013: problémy s vydavatelstvím a nezveřejněné třetí album
Na konci roku 2007 uvedla, že bude psát písničky pro své třetí album, které bude vydáno, když jí bude 18 let. Také uvedla, že chce, aby její fanoušci viděli růst ve své hudbě.
V rozhovoru z dubna 2008 JoJo uvedla, že píše a produkuje připravované album v Bostonu a Atlantě.
3. června 2009 JoJo na svém YouTube účtu uvedla, že čeká, až její nahrávací společnost podepíše distribuční smlouvu a zveřejní její album. Během několika následujících měsíců uniklo téměř 20 jejich skladeb na YouTube. V srpnu 2009 bylo oznámeno, že JoJo podala v New Yorku žalobu proti své nahrávací společnosti Da Family Entertainment. JoJo byla propuštěna z její smlouvy v říjnu 2009 a podepsala smlouvu s Blackground Records.
Mixtape Can't Take That Away vyšel v září 2010.
V únoru 2011 nahrála na YouTube video, v němž oznámila, že natáčí video pro novou píseň s názvem „The Other Chick“ a že změnila název alba z All I Want Is Everything na Jumping Trains. 29. srpna 2011 byl
vydán singl Disaster.
Poté, co společnost Blackground Records ztratila distribuční smlouvu prostřednictvím společnosti Interscope Records na konci roku 2012, což opět způsobilo zpoždění vydání alba, JoJo začala nahrávat nový materiál. 15. listopadu 2012 oznámila zveřejnění Mixtapu s názvem Agápē, což v řečtině znamená „bezpodmínečná láska“. Projekt byl vydán zdarma prostřednictvím digitálního stahování ke svým 22. narozeninám 20. prosince 2012.
30. července 2013 bylo oznámeno, že JoJo podala žalobu proti jejím nahrávacím společnostím Blackground Records a Da Family za „nenapravitelné škody na její profesní kariéře“. Argumentovala tim, že nezletilé osoby nemohou podepisovat smlouvy, které trvají déle než sedm let podle práva státu New York, a proto tvrdí, že jelikož její smlouva byla podepsána v roce 2004, její smlouva měla skončit v roce 2011. V prosinci 2013 se obě strany dohodly, že se spor vyřeší mimosoudně.

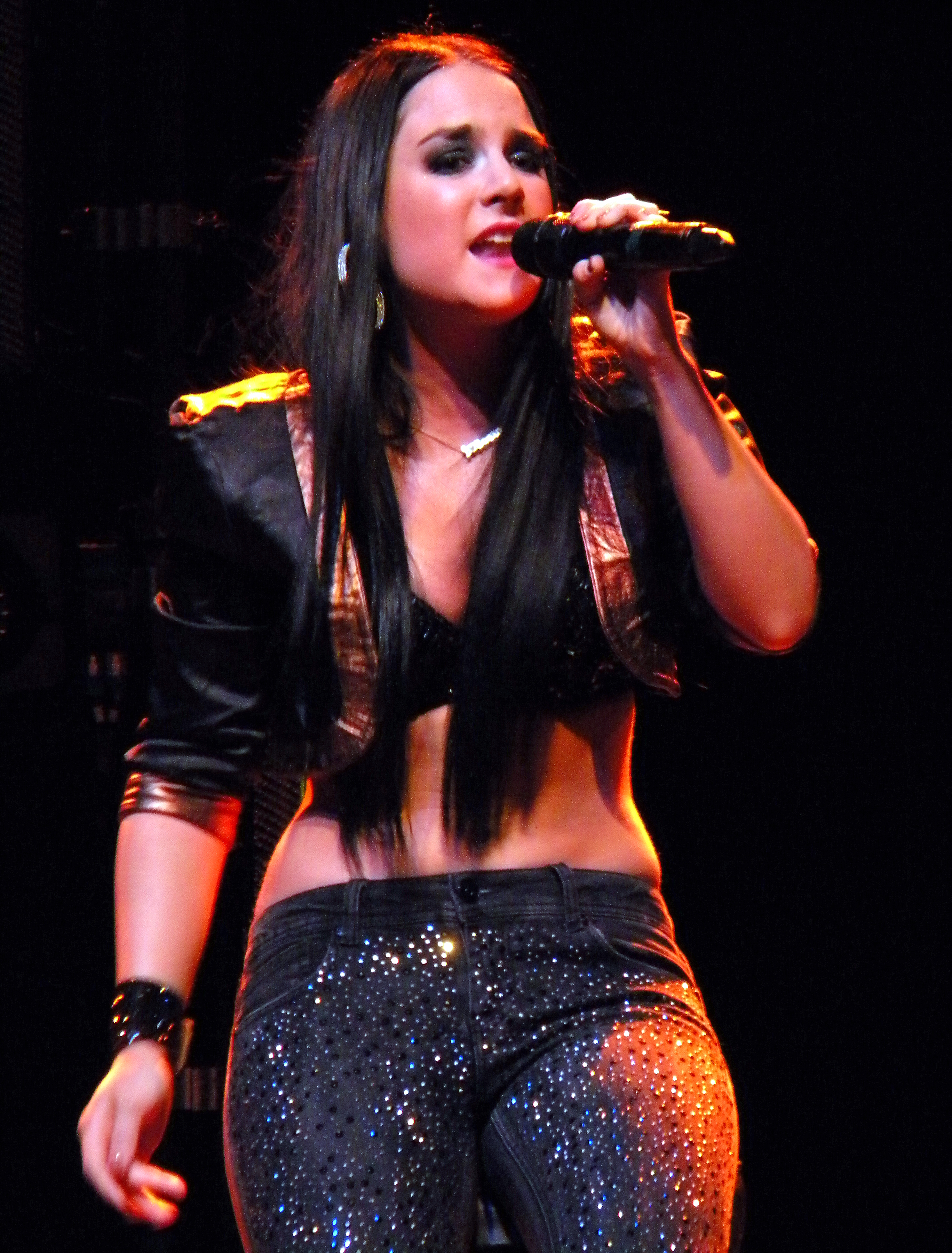
JoJo vystupující v roce 2011

Původní třetí album nikdy nevydala. Na období problémů dodnes stále vzpomíná. Časem uvedla, že prezident společnosti Blackground Records jí řekl, že album je stále nezveřejněné kvůli jejímu vzhledu, a dokonce tehdy osmnáctileté JoJo navrhli krutý dietní plán, který povoloval pouhých 500 kalorií za den. JoJo nebyla s tímto výrokem spokojená a ohradila se proti tomu, nicméně po čase prezidentovi společnosti vyhověla. Navíc jí začali aplikovat injekce, které měly potlačovat chuť k jídlu. Své problémy se sebevědomím začala řešit alkoholem. Prozradila, že se diví, že to období přežila. S pitím nakonec přestala jen kvůli jejímu otci, který měl trpěl závislostí. Často jí prý lidé říkali, že problémy s vydavatelstvím nikdy nevyřeší a navrhovali jí, aby s hudbou přestala a místo toho studovala.

### 2014-2018: změna nahrávací společnosti, třetí album Mad Love a opětovné vydání předchozích alba
14. ledna 2014 bylo oznámeno, že byla propuštěna ze smluv s předchozími nahrávacími společnostmi a podepsala novou smlouvu o nahrávání se společností Atlantic Records. 14. února vydala EP #LoveJo.
5. srpna 2015 byly znovu spuštěny její webové stránky. 20. srpna 2015 vydala EP III. Všechny tři písně z EP vyšly jako singly. EP nazývala “tringle” a sloužil jako náhled pro její třetí studiové album. Na podporu vydání se JoJo pustila do svého prvního světového turné I Am JoJo Tour v listopadu 2015. Dne 18. prosince 2015 vydala pokračování k #LoveJo s názvem #LoveJo2.

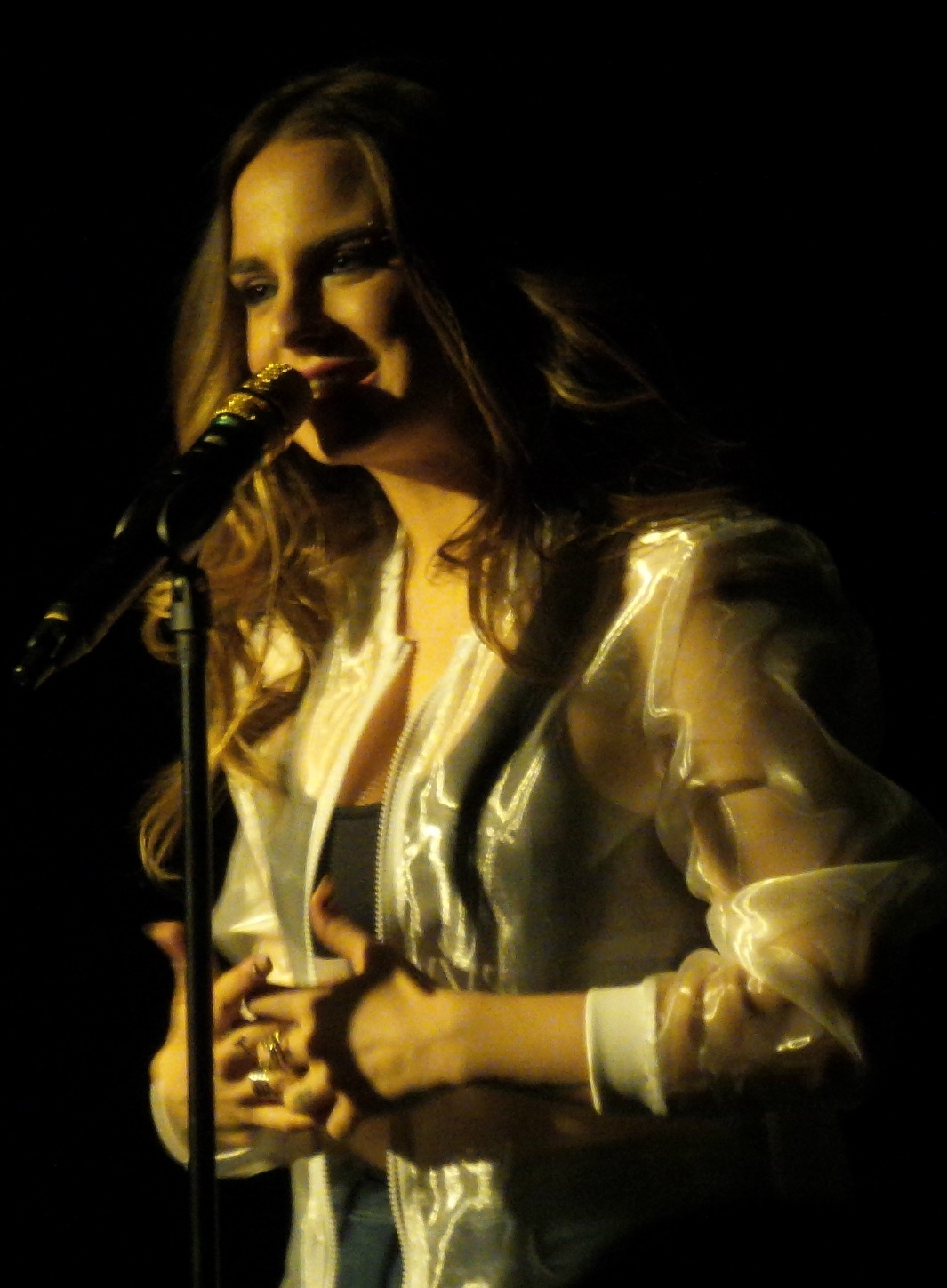
JoJo vystupující během turné I Am JoJo Tour v Atlantě 4. prosince 2015

V červnu 2016 skupina Fifth Harmony oznámila, že JoJo bude
jejich předskokankou na turné The 7/27 Tour. Dne 27. července 2016 vydala hlavní singl Fuck Apologies k třetímu albu Mad Love, které vydala 14. října 2016. Jedná se o první vydáné album JoJo po v té době deset let starém druhém albu.
V lednu 2017 se vydala na čtyřměsíční koncertní turné po Severní Americe a Evropě. V srpnu 2017 oznámila její odchod z Atlantic Records společně s oznámením své nové nahrávací společnosti Clover Music ve společné dohodě s Interscope Records.
V dubnu 2018 oznámila turné Leaks, Covers & Mixtapes Tour, které začalo 29. května. 20. prosince 2018, v den svých 28. narozenin, oznámila plány na opětovné vydání a nahrání jejich prvních dvou alb. Následující den JoJo znovu vydala svoje debutové album a druhé album, stejně jako její singly Demonstrate a Disaster. Opětovné vydání obsahuje mírně přepracovanou produkci.

### 2019-současnost: čtvrté album Good to Know
V lednu 2019 uvedla, že už nespolupracuje s Interscope Records a nyní se spojí s Warner Records. 12. února 2019 oznámila vydání nového singlu Say So, který je spolupráce se zpěvákem PJ Morton. Píseň vyhrála v roce 2020 cenu Grammy za nejlepší R&B píseň. 10. října 2019, prostřednictvím Instagramu oznámila, že vydá nový singl Joanna o půlnoci, následovaný hudebním videem, které bude mít premiéru následující den.
JoJo ohlásila nové album Good to Know přes Instagram, které vyšlo 1. května 2020. Turné k albu je naplánováné k zahájení během listopadu 2020. Hlavní singl Man z alba byl vydán 13. března 2020. Deluxe verze alba vyšla 28. srpna. JoJo původně plánovala zahrnout na tuto verzi alba spolupráci s kanadským rapperem Tory Lanezem, ale před vydáním alba vyšlo najevo, že rapperka Megan Thee Stallion utrpěla střelná zranění od rappera v červenci 2020. JoJo nakonec na albu zahrnula sólovou verzi jejich písně Comeback. Deluxe verze alba nabízí remix písně Lonely Hearts s Demi Lovato a 5 nových písních jako například píseň What U Need nebo Love Reggae se zpěvačkou Tinashe.

## Herectví
Její první film, ve kterém si zahrála, je Aquamarine. Aquamarine je americký romantický komediální film z roku 2006 režisérky Elizabeth Allen. Společně s JoJo hrají další hlavní role Emma Roberts a Sara Paxton. Film vyšel ve Spojených státech 3. března 2006.
Dále si zahrála hlavní roli ve filmu RV (česky: Rodinná dovolená a jiná neštěstí) ,což je rodinný komediální film z roku 2006 režiséra Barryho Sonnenfelda. Společně ve filmu hrají Robin Williams, Cheryl Hines, Josh Hutcherson, Kristin Chenoweth a Jeff Daniels. Film byl vydán 28. dubna 2006.
Poté zazářila v hlavní roli ve filmu True Confessions of a Hollywood Starlet (česky: Opravdový příběh hollywoodské hvězdičky). Film je americký komediálně-dramatický televizní film z roku 2008, režírovaný Timem Mathesonem. Film měl premiéru 9. srpna 2008.
Také si v roce 2017 zahrála v jedné epizodě seriálu Smrtonosná zbraň. Šlo o díl Zrozen k útěku (anglicky: Born to Run), což je třetí díl druhé série seriálu.

## Diskografie
- Jojo (2004)
- The High Road (2006)
- Mad Love (2016)
- Good to Know (2020)

## Filmografie

### Filmy
- Developing Sheldon (2002)
- Aquamarine (2006)
- Rodinná dovolená a jiná neštěstí (2006)
- Opravdový příběh hollywoodské hvězdičky (2008)
- G.B.F. (2013)

### TV seriály
- The Bernie Mac Show (2001)
- American Dreams (2002)
- Havaj 5-0 (2010)
  - díl: Tsunami (S01E15)
- Clevver Now (2016)
- Smrtonosná zbraň (2017)
  - díl: Zrozen k útěku (S02E03)

## Písně
- Leave (Get Out)
- Baby It's You
- Not That Kinda Girl
- Too Little Too Late
- How Touch to a Girl
- Anything